# Зазирки (Сумска област)
Зазерки (на украински: Зазірки) e село в Кролевецка селищна община в Конотопски район на Сумска област, Украйна.
Идентификационният код на селото според въведеният през 2020 г. Кодификатор на административно-териториалните единици и територии на териториалните общини (КАТОТТГ) е: UA59020150200041095.
Според преброяването на населението на Украйна от 2001 г., селото наброява 614 души.
След премахването на Кролевецки район на 19 юли 2020 г., селото става част от Конотопски район.

## Географско положение
Село Зазирки е разположено на брега на рекичката Ворголка, приток на река Клевен, и на 30 км. от град Кролевец.
На разстояние от 1,5 км нагоре по течението на река Ворголка се намира село Калашиновка, а също на такова разстояние, обаче надолу по течението, е разположено село Воргол. По реката има голям язовир. Селото е заобиколено от дъбова гора.

## Произход на името
Името на селото идва от думата „заозерки“ (на български: зад езерата; отвъд езерата). Това означава, че в този район някога е имало езера, които са пресъхнали и са се превърнали в блата. Името се променя леко и селото става известно като Зазирки.
Някои съвременни историко-научни изследвания твърдят, че елинистически Египет е оказал влияние върху местната топонимия. Изхождайки от тази теза, значението на Зазирки се тълкува като „отвъд Озирис“, а на река Клевен (KEΛEVIN) би следвало да означава „плувам“.

## История
Първите сведения за селото гласят, че по време на Великата северна война, т. е. в началото на XVIII век, там вече е имало селище с няколко десетки двора. Първите заселници се установяват на левия бряг на река Воргол, на хълма, където сега се намира центърът на селото. Между XVII–XX век, селото и жителите му са били собственост на благородническия род Миклашевски, започвайки първо от стародубския полковник Михаил Андреевич Миклашевски и предавани по наследство.
 

Селото е дадено като феодално владение на полковника на Стародубския полк (териториално-административна, съдебна и военна единица на Казашкото хетманство и след неговото анектиране – на Руската империя) – благородника Михаил Андреевич Миклашевски, съгласно хетмански универсал (указ) на хетман Демян Многогрешни от 12.12.1671 г. В хетманския универсал се пише:
| „ | Понеже във векуващия дом свой пан Данило Семенович Рубан, сотник глуховски, на пан Михаил Миклашевски, войскови другар, приемайки доброжелателността, мелница в село под Глухов, названо Зазирки, на река Воргол с две каменни постройки стояща, финансирани и изградени на свои разходи, доброволно подарил във владение, притежание и разпореждане, затова и Ние, не противопостявайки се на волята на пан Рубан, както и също така уважавайки житието на Миклашевски и верните на нашата страна услуги, за които се очаква и добра отплата, гореспоменатата мелница от пан Рубан, дадена на пан Миклашевски, с нашия потвърдителен универсал, а до тая мелница по Наше благоволение потвърждаваме и самото село под Глухов, названо Зазерки –– с всички принадлежности пожизнено му го потвърждаваме. | “ |

Дарението е потвърдено по-късно с хетмански универсали на хетман Иван Самойлович от 04.07.1672 г. и 06.12.1677 г.. В хетманския универсал от 1672 г. се пише:
| „ | Понеже пан Данило Семенович Рубан, жител глуховски, приемайки в своя дом доброжелателността на пан Михаил Миклашевски, войскови другар, доброволно му предаде мелница на река Воргол в село Зазирки, стояща с две каменни постройки, изградени и финансирани със собствени средства, във владение, в притежание и в необезпокоявано ползване, така също и село Зазирки, което предният хетман, Демян, е бил дал пожизнено за неговата вярна служба. Затова и Ние, за същата проявена вярност, както мелницата от тъста – споменатия Рубан, така и село Зазирки, пожизнено дадено, с нашият универсал се потвърждават. | “ |

Следващият хетман, който идва на власт – Иван Мазепа, също издава потвърдителен универсал от 07.08.1678 г. След това феодалният статус спрямо рода Миклашевски е потвърден и с потвърдителна царска дарствена грамота от цар Иван Алексеевич, цар Петър Алексеевич и царевня София Алексеевна от 15.03.1689 г.
През 1706 г. Михаил А. Миклашевски е убит край полския град Несвиж в битка срещу шведите по време на Великата северна война. Многобройните му владения са разделени между синовете му Андрей, Степан и Иван. Село Зазирки се пада на сина му Степан Михайлович Миклашевски. Феодалният статус спрямо Степан М. Миклашевски и наследниците му впоследствие е потвърден с потвърдителен хетмански универсал на хетман Иван Скоропадски от 16.12.1710 г.
Селото остава владение на рода Миклашевски до края на Руската империя.
През 1859 г. Зазирки се споменава в официалното преброяване на населението на Черниговска губерния на Руската империя, като се посочва, че в него има 134 двора (домакинства) с общо 405 мъже и 393 жени (798 души) население и една православна църква.
В околностите на селото имало много гори, които селяните изсекли, превръщайки освободената земя в ниви.
Описание от 1885 г. гласи: „бивше държавно и частно село край река Въргол, 106 домакинства, 851 жители, православна църква, училище, 2 гостилници, магазин, 2 водни и 1 вятърна мелница“.
Зазирки е партизанско село. По време на Втората световна война, през август 1941 г., в селото е сформиран 12-членен партизански отряд. Командир е Иван Олексийович Романцов. Зазирските партизани, които са част от отряда на Сидор Ковпак, си пробиват път от Путивъл до Карпатите.

## Обекти в социалната сфера
- Детска градина
- Основно училище – закрито
- Фелдшерско-акушерско отделение
- Дом на културата –  закрит